# Azulejo géométrique
Azulejo géométrique est une œuvre du peintre portugais Manuel Cargaleiro située à Paris dans la station de métro Champs-Élysées - Clemenceau. Il s'agit d'un décor peint sur carreaux de faïence. Azulejos désignant en portugais (et en espagnol) des carreaux de faïence décorés.
En 1995, un échange artistique est organisé entre les compagnies de métro de Lisbonne et de Paris. La ville de Paris offre à Lisbonne un édicule Guimard, installé sur la station Picoas du métro de la ville. En retour, la RATP reçoit l'œuvre élaborée par le peintre Manuel Cargaleiro et l'installe dans la station Champs-Élysées - Clemenceau.

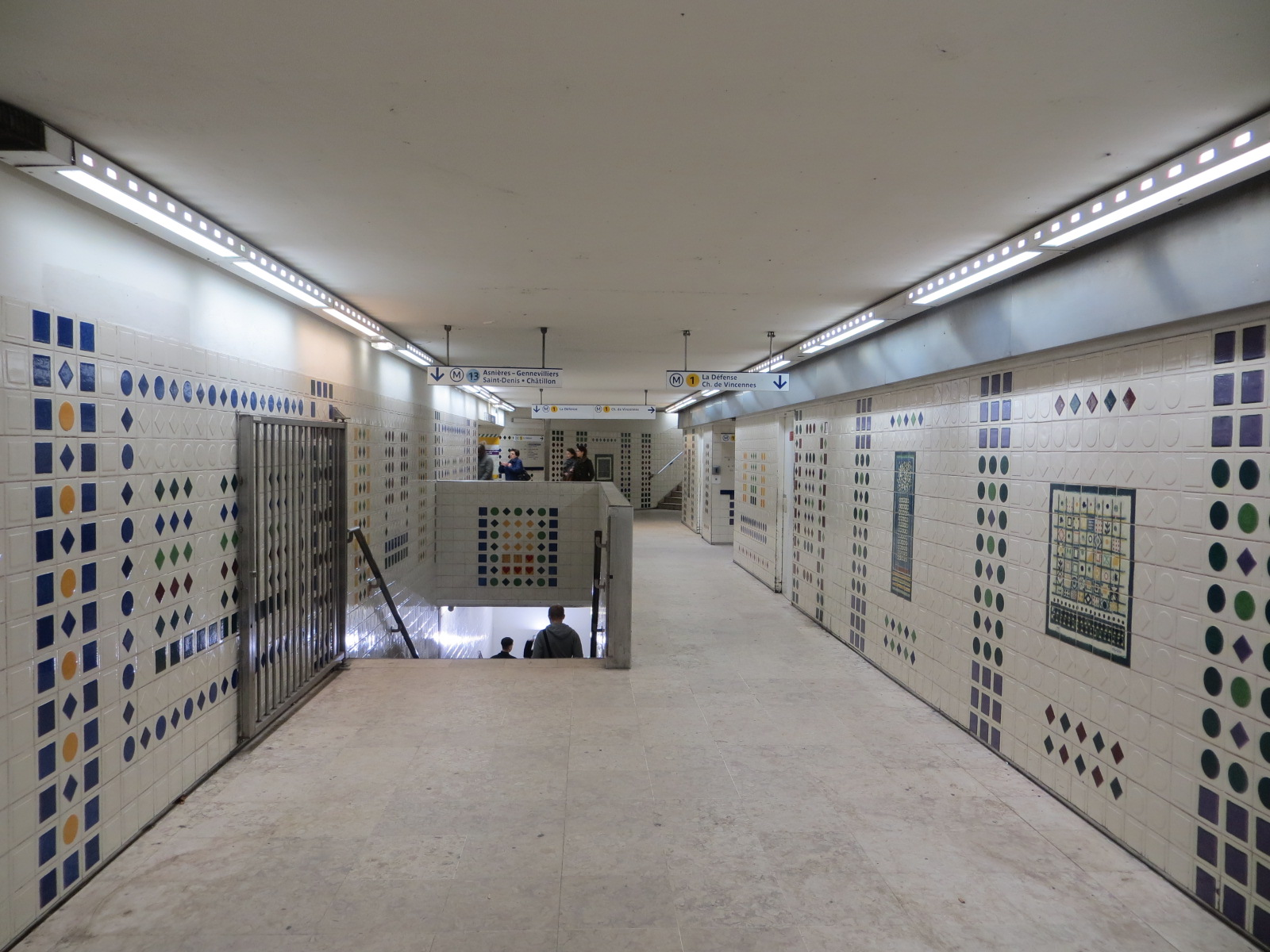
Couloir avec les décors sur carreaux de faïence.
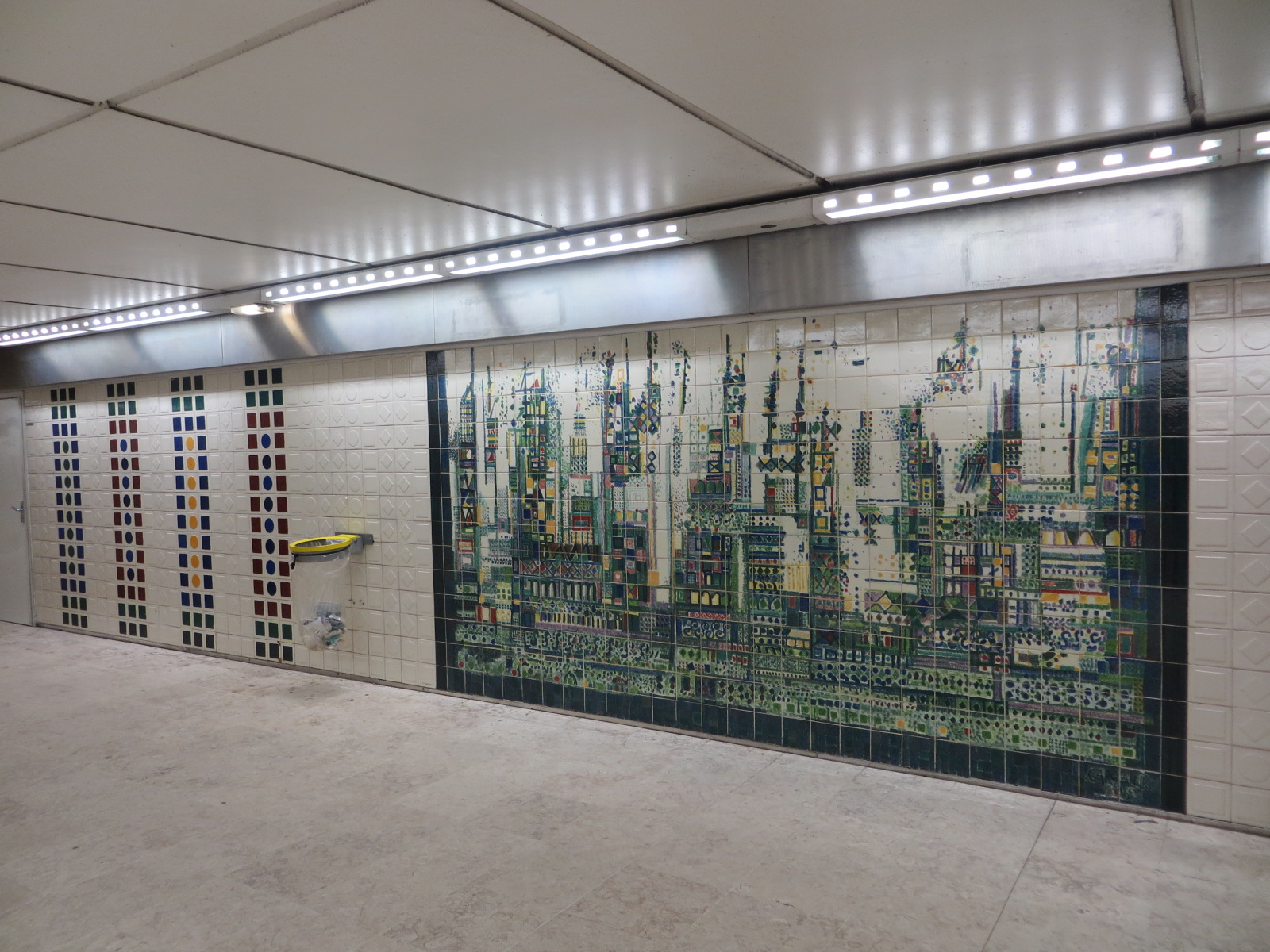
Décor sur azulejos du peintre Manuel Cargaleiro.
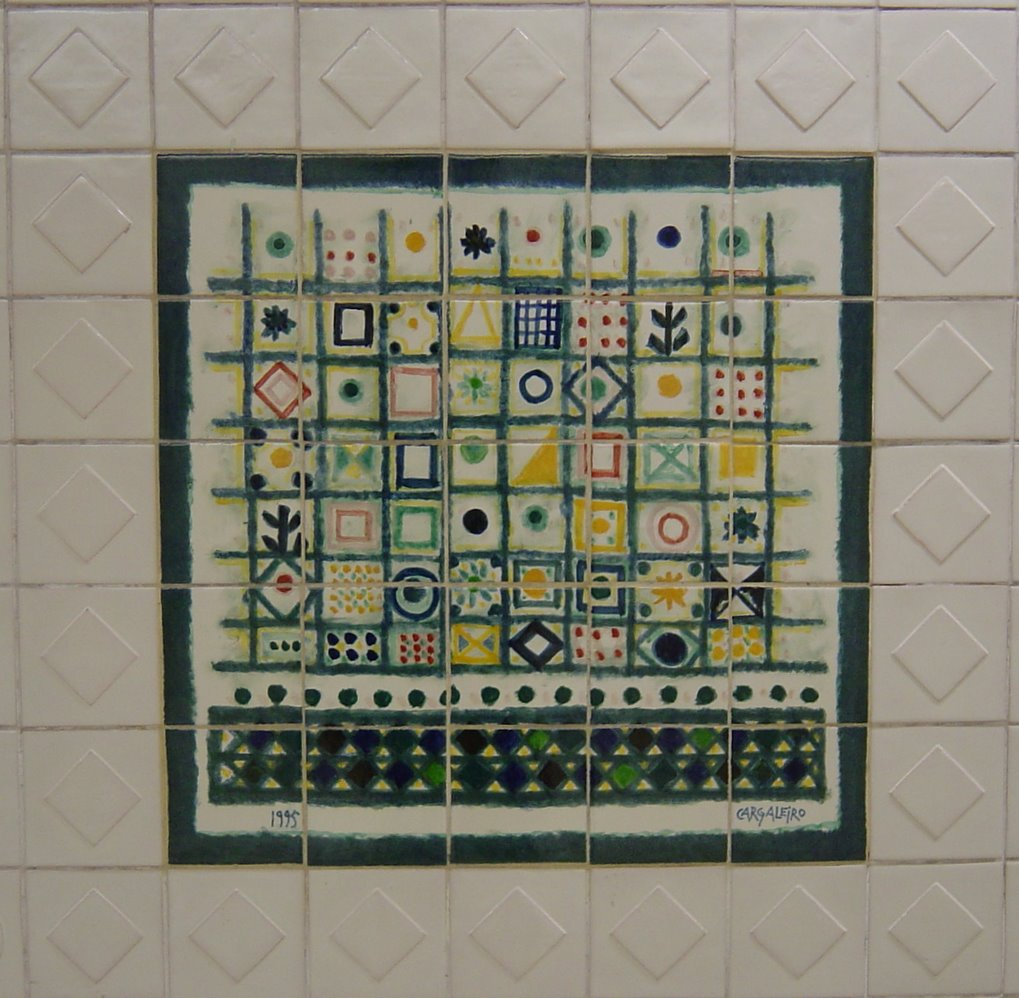
Gros plan d'un des panneaux d'azulejo.
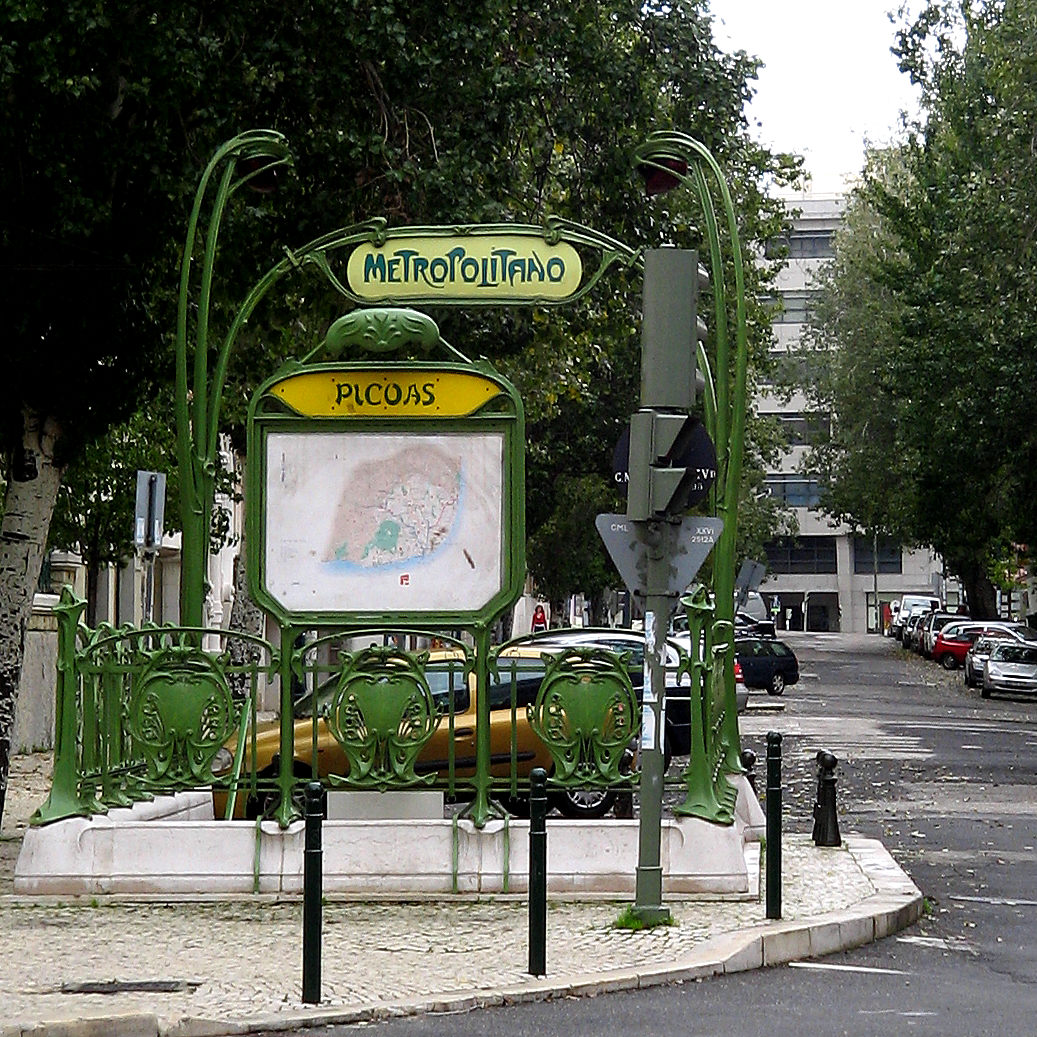
Entrée de la station Picoas à Lisbonne.